# Neskowin
Neskowin és una concentració de població designada pel cens dels Estats Units a l'estat d'Oregon. Segons el cens del 2000 tenia 169 habitants.

## Demografia
Segons el cens del 2000, Neskowin tenia 169 habitants, 94 habitatges, i 47 famílies. La densitat de població era de 45,3 habitants per km².
Dels 94 habitatges en un 11,7% hi vivien nens de menys de 18 anys, en un 44,7% hi vivien parelles casades, en un 4,3% dones solteres, i en un 50% no eren unitats familiars. En el 40,4% dels habitatges hi vivien persones soles el 16% de les quals corresponia a persones de 65 anys o més que vivien soles. El nombre mitjà de persones vivint en cada habitatge era d'1,8 i el nombre mitjà de persones que vivien en cada família era de 2,32.
Per edats la població es repartia de la següent manera: un 8,9% tenia menys de 18 anys, un 2,4% entre 18 i 24, un 17,8% entre 25 i 44, un 44,4% de 45 a 60 i un 26,6% 65 anys o més.
L'edat mediana era de 54 anys. Per cada 100 dones de 18 o més anys hi havia 83,3 homes.
La renda mediana per habitatge era de 42.000 $ i la renda mediana per família de 61.094 $. Els homes tenien una renda mediana de 27.500 $ mentre que les dones 61.250 $. La renda per capita de la població era de 26.576 $. Cap de les famílies i el 8,1% de la població estaven per davall del llindar de pobresa.

## Poblacions més properes
El següent diagrama mostra les poblacions més properes.